# Lotte Feder
Lotte Feder (Copenhague, 22 de octubre de 1965) es una cantante danesa, que representó bajo el nombre artístico de Lotte Nilsson a su país en el Festival de Eurovisión 1992 junto a Kenny Lübcke con la canción "Alt det som ingen ser". 

## Biografía
Lotte Feder (nacida Lotte Marcussen) comenzó su carrera musical como cantante en el coro de la escuela Mellervang de Aalborg. El coro de Mellervang fue uno de los muchos coros escolares daneses que grabaron discos en los años ochenta. El director del coro Niels Drevsholt formó el grupo de pop Snapshot con dos miembros del coro, Lotte Marcussen y Bodil Agerscou. Snapshot grabó cinco discos, de cuyas canciones las más conocidas son "Gir' du et knus" y "Á la carte", ambas presentadas al Dansk Melodi Grand Prix, "Made in Hong Kong" y "Hej Smukke", el grupo se separó en 1990. En 1992 Lotte ganó el Dansk Melodi Grand Prix junto a Kenny Lübcke, por lo que participaron en el Festival de Eurovisión que se celebró en Malmö donde acabaron en 12 lugar. La canción trataba el tema del adulterio, lo que incomodó a los países más religiosos de Europa.
Desde entonces Lotte Feder trabajó durante los años 90 en programas infantiles de la televisión TvDanmark. Posteriormente se dedicó a regentar una tienda llamada Snoopington dedicada a la venta de ropa y muebles infantiles.

## Participaciones en el Dansk Melodi Grand Prix
- 1983: Gi'r du et knus (2ª posición)
- 1984: Á la carte (3ª posición)
- 1988: Tid til lidt kærlighed (2ª posición)
- 1989: Du og jeg" (8ª posición)
- 1992: Alt det, som ingen ser (1ª posición)